# Botryodiplodia manihotis
Botryodiplodia manihotis är en svampart som först beskrevs av Henn., och fick sitt nu gällande namn av Franz Petrak 1916. Botryodiplodia manihotis ingår i släktet Botryodiplodia, ordningen Diaporthales, klassen Sordariomycetes, divisionen sporsäcksvampar och riket svampar.   Inga underarter finns listade i Catalogue of Life.